# 빔펠 R-77
빔펠 R-77은 러시아의 중거리 공대공 미사일이다. 1982년 소련 시절 개발이 시작되었고 1994년 실전배치되었다.
나토 코드명은 AA-12 에더로 능동 레이더 유도방식을 사용하며 미국의 AIM-120 암람과 유사한 무기체계이다.
이 특성 때문에 서방에선 암람스키란 별명으로도 불리면서 주요 비교 대상이 되기도 하는데, 하드웨어적 성능은 우세하나 전자장비의 후진성과 암람 개량형들의 등장으로 성능면에서 일부 열세에 있는 미사일이다.

## 개요
R-77은 중거리 공대공 미사일로 BVR 상황과 같은 중거리 외의 적기와 교전할 때 사용된다.
미국의 암람과 유사 무기체계인 R-77은 암람과 동일하게 fire & forget 식의 능동 레이다 유도방식을 사용해 자체적인 추적 능력을 보유하고 있다.
발사 후 관성 유도를 통해 미사일은 추가적인 유도 없이 처음 설정된 방위를 향해 비행하다 자체 레이다 탐지거리에서 레이다를 가동시켜 적기를 추적할 수 있으나 적기가 계속 그 자리에 머무르지 않고 회피기동을 하며 공역을 이탈 할 시 명중률이 하락하기 때문에
일반적으론 데이터 링크를 통해 모기가 지속적으로 적기를 조준하는 중간 유도와 종말유도에서 능동으로 전환하는 방식이 혼용되어 운용된다.
이러한 유도방식 역시 암람과 동일한 사항이다.
R-77은 암람보다 고중량의 탄두와 고출력 엔진을 통해 암람 초기형보다 더 긴 100km대 사거리를 지녔었으나 암람 C-5(AIM-120C-5)이상 계열형들의 사거리가 100km를 넘어서면서 R-77은 암람보다 우위에 있던 사거리적 이점을 잃게 되었다. 이후 R-77의 계열형 중 가장 최신형의 사거리는 170km대에 이르어 암람보다 근소 우위는 유지하고 있다. 고중량 탄두 덕에 암람보다 적기에 큰 피해를 줄 수 있고 판형 핀 대신 격자모양의 그리드 핀을 사용하면서 12G 이상의 기동이 가능해 중거리 공대공 미사일 치고 기동능력이 뛰어난 편이다.

## 사용국가
- 러시아[1]
- 인도[1]
- 슬로바키아[1]
- 페루
- 중화인민공화국

## 같이 보기
- 암람
- AA-12
- PL-12
- 더비
- 99식 공대공 미사일
- 아스트라
- 천검2